# Rick O'Shay
Rick O'Shay est un comic strip de western créé par l'Américain Stan Lynde et diffusé dans la presse américaine d'avril 1958 à mars 1981 par Chicago Tribune Syndicate (en) (CTS). 
À la suite d'un différend financier, Lynde abandonne la série en 1977 et est remplacé par le scénariste Marion Dern et le dessinateur Alfredo Alcala, qui cède lui-même la place à Mel Keefer après quelques mois. CTS met fin au strip peu après, en mars 1981. 
Lynde a ensuite racheté les droits de la série, réédité l'intégrale chronologique, et publié en 1992 une histoire inédite, The Prince of Fame.
L'histoire de cette bande dessinée se déroule en 1869 à Conniption, une petite ville imaginaire de l'Ouest américain dont le shériff adjoint Rick O'Shay vit diverses aventures. Si les décors, réalisés avec soin, témoignent d'un grand effort de documentation, la série est plutôt parodique.